# Lenin Mancuso
Lenin Mancuso (Rota Greca, 6 novembre 1922 – Palermo, 25 settembre 1979) è stato un militare italiano.

## Biografia
Era il maresciallo della Polizia assegnato alla scorta del giudice istruttore del Tribunale di Palermo Cesare Terranova. Oltre ad occuparsi della scorta fu anche stretto collaboratore di Terranova, e nel 1971 durante il mandato di Terranova a procuratore di Marsala partecipò alle indagini del mostro di Marsala, un caso di cronaca nera di triplice rapimento e omicidio di tre bambine. Venne assassinato in un agguato mafioso il 25 settembre 1979, pochissimo tempo dopo che il giudice aveva chiesto di essere nominato capo dell'ufficio istruzione di Palermo. Benché i condòmini dell'edificio sotto al quale fu ucciso (fra la via Rutelli e la via De Amicis) abbiano rifiutato di consentire l'apposizione di una targa che ricordasse l'accaduto, a Lenin Mancuso è stata comunque dedicata una via a Palermo, in zona Boccadifalco. Una via gli è stata intitolata anche nel comune di Belmonte Mezzagno, e di Santarcangelo di Romagna.
Il figlio Carmine, ex poliziotto, è un politico, la cui linea politica è fortemente improntata alla lotta alla mafia.